# Corte Ghirardina
La Corte Ghirardina (o Corte Saviola o Casa di Saviola) è una storica corte lombarda di Motteggiana, in provincia di Mantova, tra i più significativi esempi di architettura del primo Rinascimento mantovano.

## Storia
L'edificio, originale sintesi di palazzo-corte-villa-castello, fu costruito sulle rive del Po dall'architetto Luca Fancelli dal 1470 al 1477 per il marchese di Mantova Ludovico Gonzaga che intendeva vigilare sui commerci del Po e sulla sua vasta proprietà agricola.
La corte nel 1582 subì una profonda ristrutturazione per opera di Bernardino Facciotto, quando l'edificio passò in proprietà al duca Guglielmo Gonzaga.
La costruzione è formata da un corpo centrale e da due ali unite da un lungo prospetto.
Quando si verificò la prima guerra mondiale, a causa di bombardamenti una parte della corte è stata abbattuta e non è stata più ricostruita. Documenti parlano della presenza di un tunnel che collegava la corte alla vicina chiesa parrocchiale di S.Girolamo.